# Lauftherapie
In der Lauftherapie wird das „sanfte“ aerobische Laufen individuell dosiert und vom Lauftherapeuten über eine festgelegte Zeit (beispielsweise etwa sechs Wochen) kontrolliert.
Lauftherapie bedeutet, dass der langsame Dauerlauf als Mittel einer zielgerechten Therapie eingesetzt wird, um insgesamt neue Kräfte zu schöpfen und auf diesem Wege den einzelnen Menschen zu befähigen, selbst an der Herstellung seiner gewünschten Ausgeglichenheit zu arbeiten.
Lauftherapie wurde Anfang der 1970er Jahre im Rahmen der Integrativen Bewegungstherapie in die Psychotherapie von depressiven Patienten und in die Behandlung von Suchtkranken eingeführt als „Integrative Lauf- und Ausdauertherapie“ und an der Freien Universität Amsterdam in den „Amsterdamer Laufstudien“ empirisch untersucht mit guten Ergebnissen den psychotherapeutischen Kontrollgruppen gegenüber. Dabei wird im integrativen Lauftraining nicht nur auf den cardio-vasculo-pulmonären Trainingseffekt gesetzt, sondern auch auf psychologische Faktoren wie „eigenleibliches Spüren“, „interpersonelle Kommunikation“ und kreative, spielerische Momente (creative running), die auch in der Ausbildung von integrativen Lauftherapeutinnen vermittelt werden. Sie wird von professionell ausgebildeten Lauftherapeuten praktiziert und je nach Indikation unter therapeutischer oder pädagogischer Zielsetzung angewandt – einer der Unterschiede zu anderen Formen des Laufens.
Auch wenn die Lauftherapie eher zur Alternativmedizin gehört, so sind die Verfahren im Hinblick auf die Herz-Kreislaufkomponenten und die psychischen Wirkungen seit langem auch evidenzbasiert belegt.